# Liste der Nummer-eins-Hits in Australien (1966)
Diese Liste enthält alle Nummer-eins-Hits in Australien im Jahr 1966. Es gab in diesem Jahr 19 Nummer-eins-Singles und fünf Nummer-eins-Alben.
| Singles | Alben |
| --- | --- |
| - The Seekers – The Carnival Is Over - 6 Wochen (4. Dezember 1965 – 14. Januar 1966) - The Beatles – We Can Work It Out / Day Tripper - 7 Wochen (15. Januar – 4. März) - Nancy Sinatra – These Boots Are Made for Walkin’ - 8 Wochen (5. März – 29. April) - The Beatles – Nowhere Man / Norwegian Wood (This Bird Has Flown) - 2 Wochen (30. April – 13. Mai) - Bobby & Laurie – Hitch Hiker - 5 Wochen (14. Mai – 17. Juni) - The Rolling Stones – Paint It Black / Long Long While - 3 Wochen (18. Juni – 8. Juli) - The Beatles – Paperback Writer / Rain - 1 Woche (9. Juli – 15. Juli) - Frank Sinatra – Strangers in the Night - 2 Wochen (16. Juli – 29. Juli) - The Troggs – Wild Thing - 2 Wochen (30. Juli – 12. August) - B. J. Thomas – Mama - 1 Woche (13. August – 19. August) - The Easybeats – Easyfever (EP) - 2 Wochen (20. August – 2. September) - The Beatles – Yellow Submarine / Eleanor Rigby - 8 Wochen (3. September – 28. Oktober) - Peter & Gordon – Lady Godiva - 3 Wochen (29. Oktober – 18. November) - The New Vaudeville Band – Winchester Cathedral - 1 Woche (19. November – 25. November) - The Easybeats – Sorry / Funny Feelin' - 1 Woche (26. November – 2. Dezember) - Herman’s Hermits – No Milk Today - 1 Woche (3. Dezember – 9. Dezember) - The Beach Boys – Good Vibrations - 1 Woche (10. Dezember – 16. Dezember) - Normie Rowe – Ooh La La / Ain't Nobody Home - 1 Woche (17. Dezember – 23. Dezember, insgesamt 3 Wochen; → 1967) - The Easybeats – Friday on My Mind - 2 Wochen (24. Dezember 1966 – 6. Januar 1967) | - The Sound of Music (Soundtrack) - 9 Wochen (20. November 1965 – 28. Januar 1966, insgesamt 76 Wochen; → 1965) - The Beatles – Help! - 1 Woche (29. Januar – 4. Februar, insgesamt 11 Wochen; → 1965) - The Sound of Music (Soundtrack) - 1 Woche (5. Februar – 11. Februar, insgesamt 76 Wochen) - The Beatles – Help! - 1 Woche (12. Februar – 18. Februar, insgesamt 11 Wochen) - The Sound of Music (Soundtrack) - 1 Woche (19. Februar – 25. Februar, insgesamt 76 Wochen) - The Beatles – Rubber Soul - 10 Wochen (26. Februar – 6. Mai, insgesamt 11 Wochen) - The Sound of Music (Soundtrack) - 1 Woche (7. Mai – 13. Mai, insgesamt 76 Wochen) - The Beatles – Rubber Soul - 1 Woche (14. Mai – 20. Mai, insgesamt 11 Wochen) - The Sound of Music (Soundtrack) - 8 Wochen (21. Mai – 15. Juli, insgesamt 76 Wochen) - Herb Alpert & the Tijuana Brass – What Now My Love - 1 Woche (16. Juli – 22. Juli) - The Sound of Music (Soundtrack) - 10 Wochen (23. Juli – 30. September, insgesamt 76 Wochen) - The Beatles – Revolver - 3 Wochen (1. Oktober – 21. Oktober) - The Sound of Music (Soundtrack) - 24 Wochen (22. Oktober 1966 – 7. April 1967, insgesamt 76 Wochen) |

Siehe auch: Nummer-eins-Hits 1966 in  Belgien, Deutschland, Finnland, Frankreich, Irland, Italien, Kanada, Neuseeland, den Niederlanden, Norwegen, Österreich, Spanien, den Vereinigten Staaten und im Vereinigten Königreich.